# Francesco Pellico
Francesco Pellico (Torino, 12 febbraio 1802 – Chieri, 29 aprile 1884) è stato un presbitero italiano.

## Biografia
Fratello minore del più noto eroe, patriota e scrittore risorgimentale Silvio, nacque a Torino nel 1802 e venne chiamato Francesco in onore di Francesco di Sales, il santo vescovo di Ginevra. Entrato nel clero diocesano contro il parere di Silvio, si laureò in filosofia (1817) e in teologia, il 12 giugno 1822; celebrò la prima Messa il 23 settembre 1823. Il 12 novembre 1834 entrò nella Compagnia di Gesù a Chieri ed emise i suoi voti solenni di gesuita professo nella chiesa dei Santi Martiri a Torino il 2 febbraio 1845. Ricoperse l'ufficio di maestro dei novizi a Mélan (1838-1843) e dopo tre anni di tirocinio sotto il provinciale del Piemonte gli successe in quel ruolo il 10 maggio 1846.
Già amico di Vincenzo Gioberti, insorse contro di lui quando attaccò la Compagnia di Gesù (nelle opere Del primato morale e civile degl'Italiani, Prolegomeni e Il Gesuita moderno), con una lettera scritta a Parma nel 1845: A Vincenzo Gioberti Francesco Pellico d.C.d.G. A suggerire questa ferma risposta fu l'allora preposito generale della Compagnia di Gesù, Joannes Philippe Roothaan.
La soppressione dei gesuiti decretata a malincuore da Carlo Alberto il 2 marzo 1848 lo costrinse a fuggire da Torino e a riparare in Francia, da dove rientrò nel 1850, stabilendosi a Napoli dove sostenne l'operato del padre Carlo Maria Curci nella fondazione de La Civiltà Cattolica, di cui fu pure collaboratore. Destinato a Lione (1853) come predicatore di Esercizi spirituali, passò poi a Bologna (1857), a Roma (1859) come padre istruttore, al principato di Monaco (1870) e infine a Chieri (1874) nella casa Sant'Antonio, dove morì nel 1884, rivestendo soprattutto il ruolo di direttore spirituale.

## Opere
- Francesco Pellico, A Vincenzo Gioberti, Genova, Tip. Ferrando, 1845,  p. 328.